# وحيدات الخلية الحمئية الترابية
وحيدات الخلية الحمئية الترابية (الاسم العلمي: Caenimonas terrae) هي نوع من البكتيريا، سلبية الغرام، تتبع جنس وحيدات الخلية الحمئية.